# Трофимово (Орловская область)
Трофи́мово — деревня (бывшее село) в Дмитровском районе Орловской области. Входит в состав Долбенкинского сельского поселения.

## География
Расположена в 11 км к юго-востоку от районного центра — Дмитровска в верховье реки Нессы. Высота над уровнем моря — 251 м. Ближайшие населённые пункты — деревня Ферезёво и посёлок Успенский.

## История
Упоминается со 2-й половины XVII века среди селений Радогожского стана Комарицкой волости Севского уезда. Согласно крестоприводной книге, 28 апреля 1682 года в городе Севске на верность государям Иоанну V и Петру I Алексеевичам приведены, среди прочих, рядовые из деревни Трофимово Трифонка Сисоев и Юрка Обрамов. Ближе к концу XVII века здесь возникает приход Воздвиженского храма и Трофимово становится селом. По переписи 1705 года в селе было 46 дворов (44 «жительских» и 2 бобыльских), проживало 216 человек (в том числе 61 недоросль, 27 человек на военной службе). По переписи 1707 года — 43 двора (38 «жилых» и 5 бобыльских), проживало 129 человек (в том числе 25 недорослей). 
В 1711 году Пётр I подарил молдавскому князю Дмитрию Кантемиру обширную вотчину в Комарицкой волости, куда вошло и село Трофимово. Таким образом, местные жители, бывшие до этого лично свободными, на полтора века оказываются в крепостной зависимости.
По данным 3-й ревизии 1763 года часть села принадлежала Кантемирам (195 душ мужского пола), часть — Трубецким (70 душ мужского пола). 
В 1797 году Павел I пожаловал бо́льшую часть села графу А. А. Безбородко. По данным 5-й ревизии 1797 года за Безбородко числилось 286 душ мужского пола, за Волконскими — 84.
В 1853 году в Трофимово было 63 двора, проживало 806 человек.
По данным 10-й ревизии 1858 года село принадлежало князю Николаю Алексеевичу Лобанову-Ростовскому (1826—1887). Здесь ему принадлежало 374 крестьянина и 2 дворовых мужского пола. 
В 1866 году в бывшем владельческом селе Трофимово было 63 двора, проживало 760 человек (376 мужского пола и 384 женского), действовали 19 маслобоен и 8 мельниц. 
В 1877 году в Трофимово было 96 дворов, проживало 854 человека, была открыта земская школа. В то время село входило в состав Соломинской волости Дмитровского уезда Орловской губернии. К 1882 году Трофимово было передано в Долбенкинскую волость. В 1897 году здесь проживало 988 человек (493 мужского пола и 495 женского). После смерти Н. А. Лобанова-Ростовского в 1897 году село переходит во владение великого князя Сергея Александровича. 
В начале XX века из-за роста численности населения и недостатка земли часть жителей Трофимова выселилась в посёлки Воздвиженский и Успенский.
Во время Первой мировой войны трофимовцы Иван Ларионович Грудачев, Семён Иванович Скворцов и Никита Сергеевич Шалыгин были награждены Георгиевскими крестами IV степени.
В 1920-е годы в Дмитровском уезде орудовала банда анархиста Поликарпа Мартынцева — уроженца села Трофимово. 
В 1926 году в селе было 189 хозяйств (в том числе 187 крестьянского типа), проживал 971 человек (471 мужского пола и 500 женского), действовала школа 1-й ступени и пункт ликвидации неграмотности. В то время Трофимово было административным центром Трофимовского сельсовета Долбенкинской волости Дмитровского уезда. 
В 1937 году здесь было 133 двора. 
Во время Великой Отечественной войны, с октября 1941 года по август 1943 года, деревня находилась в зоне немецко-фашистской оккупации. 5 октября 1941 года в трофимовском логу Россошка упал сбитый немцами советский самолет, пилотируемый старшим лейтенантом С. А. Степченко. На борту также находились штурман М. Лобачев, радист А. С. Трушников и стрелок Д. Е. Павловский. Степченко и Лобачев успели выпрыгнуть с парашютами из горящего самолёта, Трушников и Павловский погибли. С февраля по август 1943 года в районе Трофимова велись бои. 
По состоянию на 1945 год в селе действовал колхоз «Светлый». До 1990-х годов в Трофимово действовала овцеводческая товарная ферма.

## Население
| 1853 | 1866 | 1877 | 1897 | 1926 | 1979 | 2002 |
| ---- | ---- | ---- | ---- | ---- | ---- | ---- |
| 806  | ↘760 | ↗854 | ↗988 | ↘971 | ↘45  | ↘22  |
| 2010 |      |      |      |      |      |      |
| ↘4   |      |      |      |      |      |      |

## Исторические фамилии
Амелины, Волковы, Головачевы, Грудачевы, Калиновы, Кирсановы, Лаушкины, Никишины, Федотовы и другие.

## Воздвиженский храм
Деревянный храм, освящённый в честь Воздвижения честного и животворящего креста Господня упоминается в Трофимово с 1690-х годов. В начале XVIII века здесь служил священник Калинник Ефимьев, после смерти которого в 1706 году его пост занял Иван Кириллов, прибывший в Трофимово из села Обратеево. К 1780 году было построено новое деревянное здание храма. Церковь была холодная, невместительная, крытая тёсом. 
В 1800 году было построено новое деревянное здание церкви. Однако уже в 1805 году эта церковь сгорела от грозы неосвящённая.
В 1820 году было построено новое деревянное здание церкви. К этому времени в селе появился колодезь, вода из которого приносила людям пользу при болезнях глаз. Этот колодезь просуществовал около 30 лет. 8 августа 1848 года церковь сгорела от пожара. Причина пожара неизвестна, здание загорелось изнутри.
В 1855 году было построено последнее деревянное здание храма, просуществовавшее до советского времени. Церковь располагалась в западной части села, на правом берегу реки Нессы. Приход храма состоял из села Трофимово и деревни Ферезёво. Церковное владение составляло 30 десятин пашни и 3 десятины сенокоса. 
В 1907 году приходской совет церкви боролся с распространением революционной пропаганды среди местного населения, противодействовал пьянству, сквернословию, воровству и другим порокам, распространял среди местного населения нравственные брошюры и листки, занимался изысканием средств на украшение храма.
18 февраля 1911 года церковным старостой храма был избран крестьянин Дмитрий Миронов. С 1911 года ежегодное жалование причта было установлено в размере 400 рублей. 24 февраля 1914 года церковным старостой был избран крестьянин Сергей Ульяшкин. 21 мая заштатный псаломщик храма Михаил Виноградский был переведён в село Старое Мценского уезда. 1 января 1915 года после тяжёлой неизлечимой болезни умер священник храма Павел Бобров, 26 августа того же года в одном из сражений Первой мировой войны погиб его сын Анатолий (1894—1915). 4 февраля из села Акуличи Брянского уезда сюда был переведён священник Григорий Протопопов. На 1 января 1914 года в приходе храма числилось 1670 человек, на 1 января 1916 года — 1692.
В августе 1918 года были взаимно переведены священник Воздвиженского храма Григорий Протопопов и священник Казанского храма Дмитровска Леонид Казанский.
В советское время церковь была закрыта и до нашего времени не сохранилась.
Священниками храма в разное время были: Калинник Ефимьев (?—1706), Иван Кириллов (1706—?), Павел Бобров (до 1901—1915), Григорий Протопопов (1915—1918), Леонид Казанский (1918—?) и другие.
Псаломщиками храма в разное время были: Михаил Виноградский (?—1907), крестьянин Захарий Яковлев-Афанасьев (1907—?) и другие.
Церковными старостами избирались: Пётр Онисимович Никишин (1901—?), Дмитрий Миронов (1907, 1911), Сергей Ульяшкин (1914) и другие.

## Памятник истории
В селе находится братская советских воинов, погибших во время Великой Отечественной войны. Захоронено 630 человек, установлены имена у 272 человек. Перезахоронения производились из посёлков Новоалексеевский, Петровский, Пролетарский, деревни Ферезёво. С 1996 года — памятник регионального значения. Над захоронением шефствовали Харлановская восьмилетняя школа и колхоз имени XXI съезда КПСС.